# Aethes pannosana
Aethes pannosana es una especie de polilla del género Aethes, categorizada en la tribu Cochylini, de la subfamilia Tortricinae.

## Distribución
Se distribuye por Asia.

## Taxonomía
Fue descrita por Kennel en 1913 y publicada en (Phalonia), Palaear. Tortr. : 286.